# Gun’ichi Mikawa
Gun’ichi Mikawa (jap. 三河 軍一 Mikawa Gun’ichi; ur. 29 sierpnia 1888 w prefekturze Hiroszima, zm. 25 lutego 1981) – wiceadmirał Japońskiej Cesarskiej Marynarki Wojennej. Dwukrotnie odznaczony Orderem Wschodzącego Słońca.

## Życiorys
W 1910 ukończył japońską Akademię Cesarskiej Marynarki Wojennej (38. promocja). Służył następnie na różnych okrętach japońskich (poczynając od krążownika pancernego „Asama”). Podczas I wojny światowej służył na krążowniku pancernym „Aso” (1915) i niszczycielu „Sugi” (1916). W latach 1916–1917 i 1922–1924 poszerzał wiedzę na kursach dla oficerów sztabowych w Kolegium Wojenno-Morskim. W latach 1918–1920 był członkiem delegacji japońskiej uczestniczącej w konferencji pokojowej we Francji. W grudniu 1928 z ramienia Sztabu Generalnego Marynarki Wojennej ponownie przybył z wizytą do Francji, gdzie w 1930 pełnił funkcję attaché morskiego. 
Od grudnia 1931 wykładał w Akademii Marynarki Wojennej w Japonii, aby w 1934 objąć dowództwo ciężkich krążowników „Aoba”, następnie – „Chōkai”, a w 1935 – pancernika „Kirishima”. W grudniu 1936 awansował do stopnia kontradmirała i objął funkcję Szefa Sztabu 2 Floty. Od listopada 1937 do listopada 1939 był szefem Oddziału N2 Sztabu Generalnego Marynarki, po czym objął dowództwo 7. Dywizjonu Krążowników, a od listopada 1941 – już w randze wiceadmirała – 5. Dywizjonu Krążowników. 
Przed przystąpieniem Japonii do II wojny światowej, we wrześniu 1941 został dowódcą 3 Dywizjonu Pancerników, w skład którego wchodziły 4 szybkie pancerniki typu Kongo. Wraz z nimi brał udział w akcjach lotniskowców wiceadmirała Nagumo, jako ich osłona, m.in. w ataku na Pearl Harbor i rajdzie na Ocean Indyjski. 14 lipca 1942, po bitwie pod Midway, objął dowództwo nowo utworzonej 8 Floty, która brała następnie udział m.in. w walkach na wodach Guadalcanal i bitwie na Morzu Bismarcka. Ponadto dowodził zespołem krążowników w nocnej bitwie koło wyspy Savo 9 sierpnia 1942, zakończonej błyskotliwym zatopieniem czterech alianckich krążowników bez strat własnych. W kwietniu 1943 po stracie konwoju z wojskiem zmierzającego do Lae na Nowej Gwinei został wycofany na mało istotne stanowisko komendanta Szkoły Nawigacji Morskiej, lecz we wrześniu 1943 powrócił do służby bojowej na stanowisku dowódcy 2 Floty Południowej, a od czerwca 1944 – Floty Obszaru Południowo-Zachodniego na Filipinach i 13 Floty Lotniczej. Po bitwie o Leyte, 1 listopada 1944 został odwołany do Japonii i odsunięty od czynnej służby. 21 maja 1945 skierowano go do rezerwy.
Zmarł 25 lutego 1981 w wieku 92 lat.

## Kariera wojskowa
- Kaigun-shōi-kōhosei (kadet marynarki) – 18 lipca 1910
- Kaigun-shōi (podporucznik marynarki) – 1 grudnia 1911
- Kaigun-chūi (porucznik marynarki) – 1 grudnia 1913
- Kaigun-tai'i (kapitan marynarki) – 1 grudnia 1916
- Kaigun-hōsa (komandor podporucznik) – 1 grudnia 1922
- Kaigun-chūsa (komandor porucznik) – 1 grudnia 1926
- Kaigun-taisa (komandor) – 1 grudnia 1930
- Kaigun-shōshō (kontradmirał) – 1 grudnia 1936
- Kaigun-chūjō (wiceadmirał) – 15 listopada 1940

## Film
Postać Mikawy, którą zagrał aktor japoński, Fujio Suga, pojawia się w słynnym amerykańsko-japońskim filmie Tora! Tora! Tora! (1970), wyreżyserowanym przez Richarda Fleischera.